# Concepción Palacios Herrera
Concepción Palacios Herrera (El Sauce (León), 5 december 1893 – Managua, 1 mei 1981) was een Nicaraguaanse arts, feminist en activist. Ze wordt erkend als de eerste vrouwelijke arts van Nicaragua en Midden-Amerika. Ook was ze een pionier in de strijd voor vrouwenrechten en gelijke toegang tot hoger onderwijs.

## Levensloop

### Vroege jaren en opleiding
Palacios Herrera werd geboren in een arm gezin met zeven kinderen. Dankzij een beurs van het Ministerie van Onderwijs begon ze in 1919 haar opleiding aan de Escuela Normal de Señoritas in Managua. Ze werd echter vanwege haar sociale achtergrond en progressieve denkbeelden weggestuurd. Met steun van feministe Josefa Toledo de Aguerri kon ze alsnog haar middelbareschooldiploma behalen.
In 1918 begon ze als eerste vrouw haar studie aan de Universidad Nacional Autónoma de Nicaragua in León (UNAN-León). Haar keuze voor de studie geneeskunde werd fel bekritiseerd. Ze kreeg te maken met seksisme en intimidatie, waaronder het in haar zak stoppen van vingers en testikels tijdens practica. Zelfs de toenmalige bisschop van León veroordeelde haar studie als "pervers". Deze vijandige omgeving dwong haar uit te wijken naar Mexico.
In 1921 begon ze aan de Escuela Nacional de Medicina (ENM) in Mexico-Stad, een voorloper van de medische faculteit van de Nationale Autonome Universiteit van Mexico (UNAM). Daar viel ze op door haar academische prestaties en werd ze gekozen om Gabriela Mistral welkom te heten tijdens haar bezoek aan Mexico. Mistral zorgde ervoor dat Palacios Herrera een volledige beurs kreeg.
In 1927 rondde ze haar studie af en werd ze erkend als chirurg. Ze schreef een thesis genaamd 'de reactie van Targowla'. 

### Carrière
Tijdens haar studie gaf Palacios Herrera avondlessen aan arbeiders. Ook werkte zij in volksgezondheidsprogramma’s voor vrouwen, zonder hiervoor gecompenseerd te worden. Palacios Herrera was actief in het Frente Único pro Derechos de la Mujer. Ze kwam in contact met intellectuelen als Gabriela Mistral, Che Guevara, Pablo Neruda en Salvador Allende. In 1928 keerde ze terug naar Nicaragua om de ontwikkeling van de geneeskunde in haar land verder te helpen. Vanwege haar politieke betrokkenheid, waaronder haar steun aan Augusto César Sandino, werd ze echter door president José María Moncada gevangen gezet. Ze vertrok daarna opnieuw naar Mexico in ballingschap.
In de jaren 1940 werkte ze als arts in de Verenigde Staten en als vrijwilliger in Europa, waar ze als vrijwillig medisch hulpverlener in 1945 en 1946 slachtoffers van nazikampen verzorgde. In 1947 keerde ze opnieuw terug naar Nicaragua, maar werd ook toen de toegang tot het land ontzegd door dictator Anastasio Somoza García.

### Persoonlijk
In 1926 trouwde Palacios Herrera met de Hondurese ingenieur Lorenzo Zelaya, met wie ze een dochter kreeg. Ze beëindigde de relatie, omdat ze vond dat hij haar leven probeerde te controleren. Ze stond voor een onafhankelijk leven en geloofde dat vrouwen geen man nodig hadden om 'volledig' te zijn.
In 1971 werd vastgesteld dat ze leukemie had. Hoewel ze graag in Nicaragua begraven wilde worden, weigerde ze terug te keren zolang dictator Somoza aan de macht was. Pas na de Nicaraguaanse Revolutie in 1979 kon ze definitief terugkeren. In 1980 kreeg ze een Doctor Honoris Causa van de UNAN, waar ze ooit als student met discriminatie te maken kreeg. Ze overleed op 1 mei 1981 in hoofdstad Managua, aan de gevolgen van haar ziekte. 

## Citaat
- "Wetenschap kent geen sekse, geen religieuze overtuiging, geen politieke kleur, laat staan sociale status. Daarom nodig ik alle vrouwen uit die een professionele of technische carrière ambiëren, alle vrouwen die zich met wetenschap bezighouden, om zich te verenigen en samen te strijden voor de verwezenlijking van deze idealen, deze ambities."[2]

## Nalatenschap
In Managua heeft de Nicaraguaanse ministerie van Volksgezondheid (MINSA) een nationaal gezondheidscomplex naar haar vernoemd: El Complejo Nacional de Salud Concepción Palacios. Op haar sterfdag in 2025 werd Palacios Herrera bij het complex herdacht door het ministerie van Volksgezondheid. Tijdens de ceremonie werden haar strijdvaardigheid en toewijding benadrukt, waarbij ze haar principes nooit verloochende.